# Ensiferum
Ensiferum (del llatí ensĭfĕrum (adjectiu neutre) que significa "Portador de l'Espasa") és un grup de "Folk metal"/ "Viking metal", procedent de Finlàndia.

## Història
Al voltant de l'any 1995, Markus Toivonen (Guitarra) tocava amb uns amics en una banda anomenada Black Reflections i es dedicaven a tocar cançons de grups de thrash metal com Megadeth,  Pantera i altres. Markus es va adonar que aquesta banda no li oferia molta llibertat per tocar la música que ell volia, una mica diferent. A ell li encantava el  folk, i se sentia tremendament atret per bandes de death metal Melòdic com Amorphis o Dark Tranquility. Va decidir parlar amb el seu amic Kimmo Miettinen (bateria) i va proposar tocar viking metall i aquest va acceptar. Sauli Savolainen (baix) també es va unir al grup. Markus va triar el nom Ensiferum, que significa "portador d'espasa", o guerrer.
Durant l'any 1996 Markus es va dedicar a compondre les primeres cançons del grup, Knighthood, Old Man i Frost. Més tard aquell mateix any van acollir a les seves files el guitarrista Jari Mäenpää per ajudar Markus amb les veus. El gener de 1997 Jari va fer el servei militar i en aquells dies la banda va quedar penjada, encara que la resta de la banda va aprofitar per millorar les lletres i practicar les cançons, cosa que va millorar en molt la qualitat del Demo que van gravar a la volta de Jari, per finals d'aquest mateix any. El demo, que incloïa els seus tres temes, es va editar i va vendre (300 còpies) l'any següent.
El bateria (Kimmo) va abandonar el grup per tocar en ArthemesiA, i l'antic bateria (Oliver Fokine) de l'estrany grup va fer un parell de proves amb Marko i va ser contractat per Ensiferum, es podria dir que van realitzar un canvi de bateries. També Sauli abandonar Ensiferum, i va ser reemplaçat per Jukka-Pekka Miettinen, germà petit de l'ex-bateria, que curiosament tenia tan sols 14 anys quan va començar a tocar amb el grup.
Per a l'any 1999 ja estava llista un segon Demo, que incloïa els temes The Dreamer's Prelude, Little Dreamer, Warrior Quest i White Storm. A mesura que anaven tocant en petits concerts el grup va anar adquirint més confiança i habilitat i per a finals de novembre es van decidir a gravar el seu tercer i últim demo, que incloïa cinc temes: Intro, Hero in a Dream, Eternal Wait, Battle Song i una cançó Bonus; Guardians of Fate.
Amb aquest tercer Demo Ensiferum va començar a tocar en més concerts i van ser contractats per una discogràfica que els va ajudar a editar el seu primer disc amb les contribucions a la set-line de Trollhorn (teclat) i Johanna Vakkuri (Cors) una amiga del grup.
L'àlbum debut, de títol "Väinämöinen", va ser editat i llançat el 2001, al mateix temps que Meiju Enho entrava a formar part del grup com a teclista. El llançament de "Ensiferum" va ser aclamat per fans.
Després de l'èxit del primer disc, van decidir gravar "Iron" a Copenhaguen, en els estudis del prestigiós Flemming Rasmussen (Metallica, ...), encara que amb la trista notícia que el Guitarrista -Solista Jari Mäenpää abandonava el grup. No va ser fàcil reemplaçar-, però el finlandès Petri Lindroos ocupa ara el seu lloc.
Al febrer de l'any 2006 ells llancen un nou EP titulat Dragonheads. Dins de totes les noves cançons també s'inclouen dues donem regravats, un cover de Amorphis anomenat "Into Hiding" i un compilat de música tradicional de Finlàndia.
El juny de 2006 Ensiferum llança el seu primer DVD en viu, "10th Anniversary Live" que, com el seu nom indica, va ser fet per celebrar el seu desè aniversari com a banda. Va ser gravat en Nosturi, Hèlsinki, el desembre de 2005.
Actualment, la banda va acabar la gravació del seu tercer àlbum d'estudi, titulat "Victory Songs", que va començar el novembre de 2006, i va finalitzar el 18 de gener de 2007. La data de llançament del single titulat "One More Magic Potion" s'espera per al 7 de febrer de 2007, mentre que el disc espera sortir a la venda el 21 de febrer de 2007.
Durant els darrers anys, Meiju Enho sempre va mantenir en un equilibri constant la banda, l'escola i el seu treball. És per això que ara es pren un momentani descans per poder acabar els seus estudis. Això vol dir que Ensiferum tocarà els següents concerts amb Emmi Silvennoinen, la teclista de la banda Exsecratus.

## Discografia

### Demos
- Demo (1997).
- Demo II (1999).
- Hero in a Dream (1999).

### Àlbums
- Ensiferum (2001)
- Iron (2004).
- Dragonheads (2006)
- Victory Songs (2007)
- From Afar (2009).
- Unsung Heroes (2012)
- One Man Army (2015)
- Two Paths (2017)
- Thalassic (2020)
- Winter Storm (2024)

## Formació

### Formació actual
- Petri Lindroos - Guitarra
- Markus Toivonen - Guitarra, Cantant i Coro
- Sami Hinkka - Baix, Cantant i Coro
- Janne Parviainen - bateria
- Emmi Silvennoinen - Teclat i cantant en alguna ocasió.

### Antics membres
- Kimmo Miettinen - bateria (ex-Arthemesia, Cadacross)
- Jukka-Pekka Miettinen - Baix (Arthemesia, ex-Cadacross)
- Sauli Savolainen - Baix
- Jari Mäenpää - Veus i Guitarra (ex-Arthemesia, Wintersun)
- Oliver Fokin - bateria (ex-Arthemesia, ex-Wintersun)
- Meiju Enho - Teclat